# Transportador de zinc ZIP14
El transportador de zinc ZIP14 es la proteína transportadora de marcada especificidad de expresión de algunos tejidos biológicos de los mamíferos que está codificada en humanos por el gen SLC39A14, ubicado en el brazo corto del cromosoma 8 y actúa normalmente como uniportador en la membrana plasmática, principalmente en hepatocitos, en las células alfa pancreáticas endocrinas, en los tirocitos foliculares de la tiroides, en los miocitos y cardiomiocitos, en los linfocitos B, en los T, en los nefrocitos proximales del riñón y en los osteoclastos de los huesos.
Se sobrexpresa en condiciones proinflamatorias en las células epiteliales del estómago, intestino delgado, colon e hígado, en donde actuaría como un importante simportador Zn2+/Fe2+ o Mn2+, inclusive ante un incremento de sus concentraciones sanguíneas, que paradójicamente también se sobrexpresa en el borde apical de los nefrocitos del túbulo contorneado proximal.

## Descripción genética y molecular
El transportador de zinc ZIP14 es una proteína transmembrana que está codificada por el gen SLC39A14 del brazo corto (p) del cromosoma 8, ubicado en el locus 21.3 (Cr. 8p21.3) que se lo clasifica en el grupo IV y consta de 8 dominios transmembrana con un extremo N-terminal extracelular largo y un extremo C-terminal también extracelular pero corto, esto quiere decir que presenta ocho hélices transmembrana (TM) y con numerosas repeticiones ricas en histidina, pero como el primer residuo de la misma está reemplazado con ácido glutámico podría ser la causa de que en condiciones inflamatorias pudiera permitir el paso de otros iones metálicos como el hierro y el manganeso.

## Función biológica
El transportador ZIP14 tiene especificidad de expresión en humanos solo en algunos tejidos biológicos y es el principal transportador de zinc en hepatocitos, en las células alfa pancreáticas endocrinas, en los tirocitos foliculares y en las células parafoliculares de la tiroides que secretan calcitonina, en los linfocitos B, en los T, en los osteoclastos encargados de la resorción ósea, en los cardiomiocitos y además en los miocitos del músculo esquelético, que con el ZIP8 captan aproximadamente el 60 % del zinc del cuerpo, y en los nefrocitos proximales renales que lo reabsorben de la orina. En ratones, que presentan el gen ortólogo del transportador, se ha demostrado que la mayor abundancia del transportador ZIP14 está principalmente en el duodeno, seguido del yeyuno, el hígado, el corazón, el riñón, el tejido adiposo blanco, el músculo esquelético, el bazo y el páncreas.
Como solo en humanos también se expresa como único transportador de zinc en los tirocitos, es necesario su buen funcionamiento, ya que el zinc actúa como cofactor para varias enzimas (al igual que en otros tejidos), principalmente de la enzima nuclear ADN polimerasa épsilon (Pol ε) que tiene dos dominios de dedos de zinc y todas las ARN polimerasas que tienen como cofactores al zinc y al magnesio, ambas necesarias para la síntesis de numerosas proteínas como la superoxido dismutasa (SOD), que tiene como cofactores al zinc y al cobre, de la glutatión peroxidasa (GPX), que tiene como cofactor al selenio y ambas enzimas evitan el estrés oxidativo, también del transportador de yodo NIS, de la tiroglobulina y de la yoduro peroxidasa con la proteína mitocondrial citocromo c, que ambas tienen como grupo prostético al hemo que contiene hierro, y que la primera sintetiza las hormonas tiroideas y la segunda participa en la cadena de transporte de electrones mitocondrial, junto a la otra enzima citocromo c oxidasa, que tiene como cofactor al cobre.
Dichas polimerasas tireoideas que precisan el zinc como cofactor, al igual que en casi todas del organismo, también realizan la transcripción y traducción para la síntesis proteica de la bomba de protones lisosomal, que activa a las proteasas que separan a las hormonas para su difusión pasiva al capilar sanguíneo, y de la yodotironina desyodasa (DIO) —que como una selenoproteína, al igual que la GPX, presenta en su estructura el raro aminoácido selenocisteína en el sitio activo, el cual es formado in situ por la selenofosfato sintetasa 2 a través del seleniuro libre o por las cistationina β-sintetasa y la cistationina γ-liasa, todas también sintetizadas gracias a las dichas polimerasas, a través de la selenometionina que es el principal aminoácido con selenio de la dieta y absorbido por el enterocito gracias a los trasportadores de aminoácidos neutros A y BOAT1— la cual es activada por el catión zinc, al igual que la citada SOD, que finalmente convierte la T4 en T3 en la glándula y en los tejidos blanco. Por lo dicho, es esencial que el transportador sea óptimo y haya un buen aporte dietético de los citados minerales (zinc, yodo, hierro, selenio, cobre, magnesio, etc).
Además el transportador tiene la particularidad en su grupo de sobrexpresarse por estimulación de citocinas en condiciones proinflamatorias en el borde apical de las células epiteliales del estómago, intestino delgado y colon, también se expresa en los hepatocitos, en los citados tirocitos, en macrófagos humanos, en células mononucleares de sangre periférica y en el borde basolateral de los enterocitos, aunque también en los condroblastos, pero en estos hace falta más investigación. En caninos se demostró que las células epiteliales de riñón, el ZIP14 puede transportar cadmio y manganeso mediante la actividad simportadora de metal/bicarbonato. Esta condición de sobrexpresión del transportador ante un inflamación aguda trae como consecuencia una hipozincemia e hipoferremia como una defensa del huésped.
Se sobrexpresa también en el borde basal portal del hepatocito, ante un incremento iónico en donde actuaría como un simportador Zn2+/Fe2+ (hierro no unido a transferrina) o bien Zn2+/Mn2+ para ser excretados por la bilis, siendo esta última una función fisiológica en el mantenimiento principalmente de la homeostasis del manganeso, ya que lo regula en el propio hígado y a su vez media sus niveles en otros tejidos biológicos, incluidos el cerebro, el corazón, los riñones y la circulación.

## Enfermedades asociadas y tratamiento
Las mutaciones en el gen SLC39A14 humano pueden afectar el transporte de zinc a la glándula tiroides, creando ciertos alelos que podrían producir una disfunción del transportador con una disminución del mineral a la glándula, dando un hipotiroidismo subclínico, pero al ser de difícil diagnóstico ya que otras carencias minerales traen la misma consecuencia, el tratamiento nutricional sería de elección, tomando por vía oral suplementos de ioduro sódico con selenometionina y bisglicinato de zinc por la mañana, evitando así los antinutrientes de los alimentos. Pero una mutación que haga perder la funcionalidad del transportador también rompería la homeostasis del manganeso, principalmente en los hepatocitos que afecta a varios tejidos biológicos como el cerebro, y esto trae como consecuencia la distonía parkinsoniana desde la infancia.
Ante una sobredosis de hierro dietario, si bien el hígado sintetiza la hormona hepcidina para inhibir a la ferroportina del borde basal del enterocito y de los macrófagos del sistema fagocítico mononuclear (SRE), también lo hace en el borde basal de los nefrocitos, por lo que en el riñón se puede producir una sobrecarga de hierro en los túbulos contoneados proximales que con el daño producido llevaría a una insuficiencia renal, ya que junto al ZIP8 lo reabsorben de la orina como hierro libre pero además ZIP14 realiza la captación de hierro unido a transferrina por endocitosis. El tratamiento para la sobredosificación ferrosa es la administración IV, IM o SC de deferoxamina, que es un potente agente quelante de hierro que se elimina por orina.